# M103重型坦克
M103重型坦克於冷戰期間服役於美國陸軍和海軍陸戰隊，由密歇根州的底特律兵工廠（Detroit Arsenal Tank Plant）生產，第一輛坦克于1957年交付。雖然美國早於二次大戰前便製造了多款重型坦克測試，但到美軍至二戰末期才有首款重型坦克M26潘興坦克，不過美軍在1946年決定將M26坦克重新歸類為中型坦克，M103則是美國第二款重型坦克，由於美軍在1950年代末期將中型和重型坦克合併為主力坦克，所以M103成為美軍最後一款重型坦克，並且於服役十餘年後在1974年退役。M103曾經是美軍噸位最重的坦克，直至被M1坦克的改良型M1A1HA超越。

## 發展史

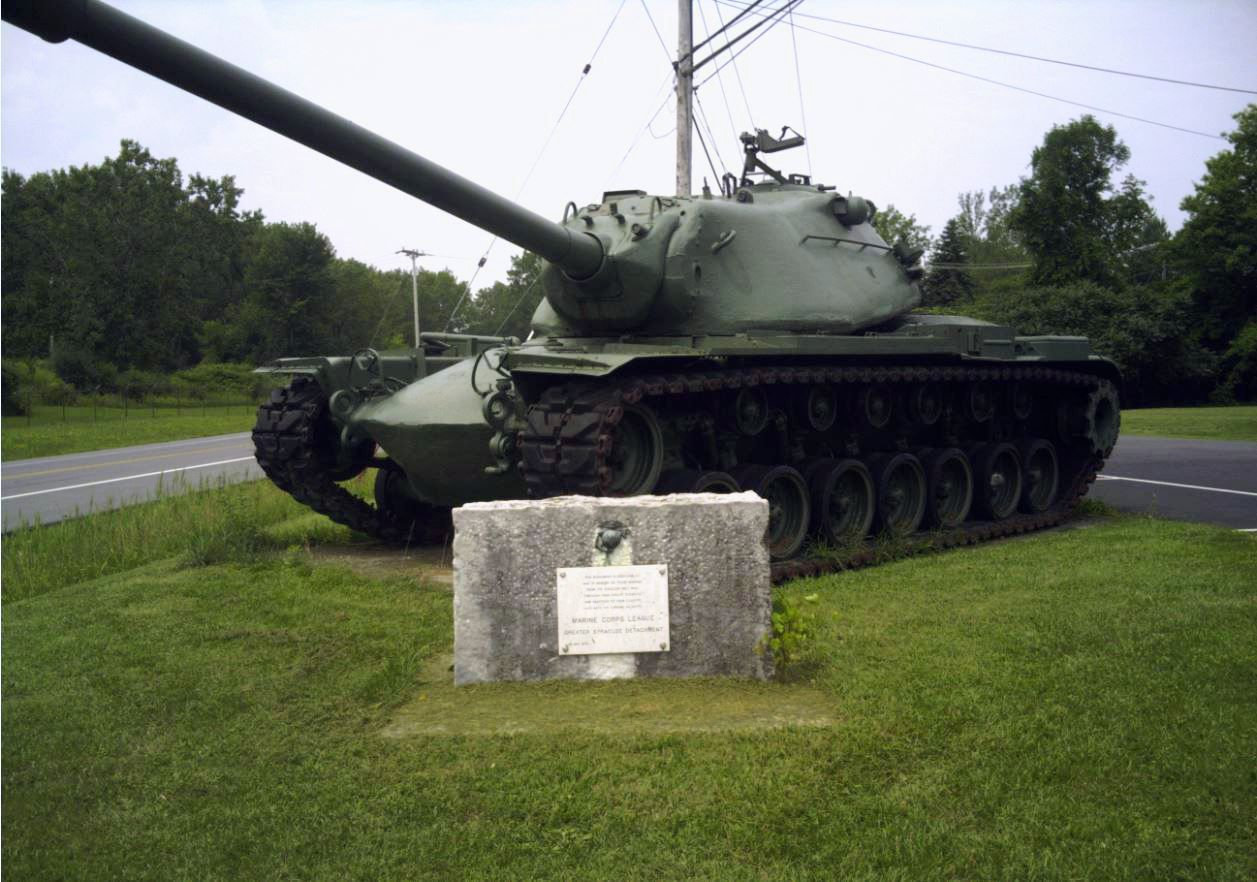
雪城武裝部隊儲備中心門前的M103A2

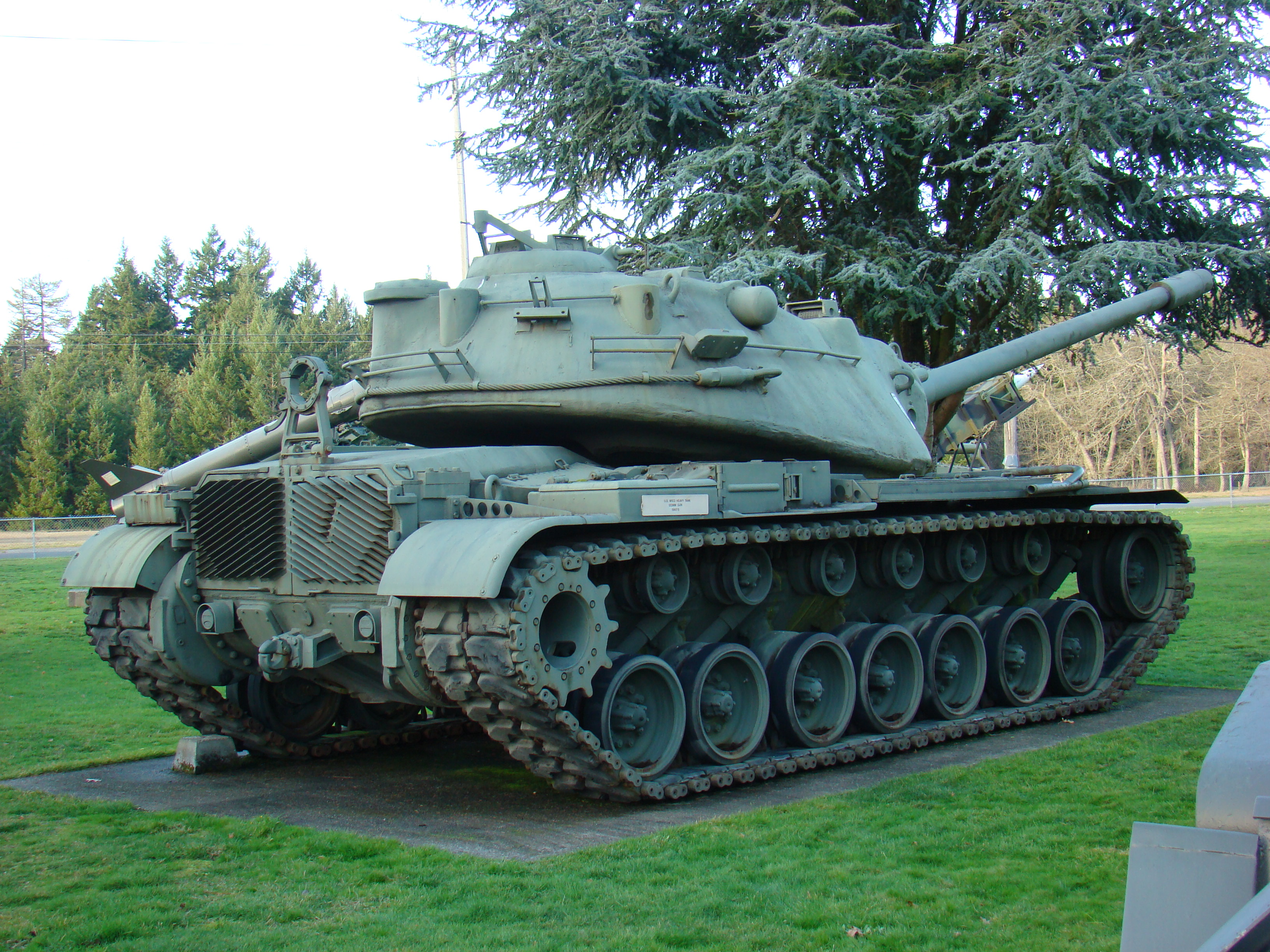
M103坦克的後部

美國在二戰後曾經製造了T28（T95）（技術分類上趨於驅逐戰車，因為它沒有炮塔）、T29、T30等一系列的重型坦克，但是這些設計都只停留在原型車階段。1947年，隨著美蘇關係漸趨緊張，美國與蘇聯爆發戰爭的機會正在增加，而蘇軍當時已配備IS-3重型坦克，美軍卻缺乏與蘇聯IS系列坦克對等的重型坦克，因而決定發展一款與之抗衡的重型坦克，而這個計劃的新車被名為T43。
克萊斯勒車廠為回應T43坦克開發計劃的需求，決定將M48巴頓中坦克放大成為重型坦克，而在紐瓦克的工廠於1952至1954年間，便製造了300輛T43E1坦克，但美軍對這款坦克的測試表現不太滿意，所以沒有讓這款坦克服役，並在1955年8月將這些坦克封存，不過將大批新車封存的做法，多少會招惹國會及民間輿論的非議，因此T43E1得到繼續改進。1956年4月26日，T43E1獲美軍採用並名為M103，已生產的300輛T43E1於改進為M103後，其中80輛在美國陸軍服役，餘下的220輛交由海軍陸戰隊使用，用來支援步兵。
1959年，M103被改良為M103A1（其中74輛為陸軍所屬，219輛為海陸所屬），M103A1更換了T-52立體瞄準鏡，改用M14彈道計算機，撤除了1挺同軸機槍，又修改炮塔吊籃，並改良炮塔的電氣設備。
1964年，海軍陸戰隊為M103A1進行後續改良，改用與M60坦克相同的AVDS1790-2A柴油引擎，XM2A測距裝置，以及進行152項修正，最後有153輛完成該改良工作，被名為M103A2。

## 設計

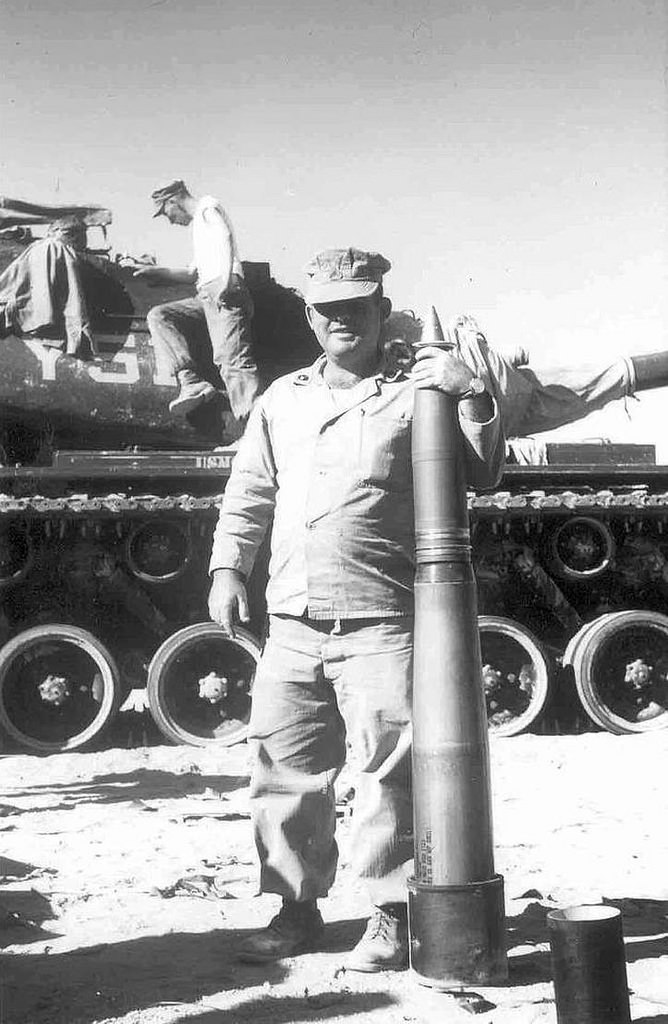
M103坦克的120毫米口徑炮使用的M469高爆反坦克（HEAT）炮彈，可見完整彈藥長度與美國成年男性的身高比例

M103的外觀像是M48巴頓的放大版，M48巴頓坦克和M60巴頓都是3人炮塔，在M103被放大到可容納4人，並提供足夠的空間安裝120毫米口徑線膛炮。這門炮是美軍操作的第一款120毫米口徑戰車炮，採用長達60倍徑的炮管，發射M358穿甲彈的射程可達23,125公尺，可在2000碼處擊穿196毫米厚的傾斜30度鋼板。由於彈藥太重太大，所以採用炮彈及發射藥筒分開裝填的分離式設計，但炮彈存量也只有34發，不過仍多於只能攜帶28發122毫米炮彈的蘇聯IS-3重坦克。為了減輕裝彈的工作負荷，所以M103編制了兩名裝填手，加上1名炮手和1名車長，共4人在戰鬥室內，駕駛員則單獨坐在車體的前方。M103配備的火炮雖然射程長，但當時缺乏可配合長程射擊的射控系統，所以實用價值不高。M103的炮塔比蘇聯IS-3和T-10兩款重坦克更巨大，使M103在戰場上不易匿藏，較容易被敵方發現。不過，M103的大型炮塔可為火炮提供足夠的俯仰角（-8°至+15°），可減少因射界不足導致不能開火的情況，而作為主要對手的蘇聯坦克，卻常因刻意壓低全車高度，導致火炮俯角不足，在山區作戰時容易受到射界限制的困擾。
M103的懸掛系統與M48相似，都是採用扭力桿，但路輪由六對增至七對。M103有著當時重戰車均存在的動力問題，該車最初採用與M48A1及A2坦克同款的AV1790汽油引擎，這款V12引擎輸出馬力810匹，配用通用汽車CD850-4變速箱，因為M103的車重比M48重了10噸以上，動力顯得不足，推重比過低，導致行駛緩慢，時速只有34公里，而行車距離也只有130公里。
1964年，經過改良的M103A2改用M48A3及M60巴頓坦克所使用的AVDS1790柴油引擎，馬力降至750匹，但燃油效率較佳，柴油的燃點也比汽油高，可提升安全性及行車距離，時速略增至37公里，行車距離則大增至480公里。M103的造價不菲，相對同時期服役的坦克，M103的產量偏少，一輛的價格超過300,000美元，比20年後的M60A1還貴（M60A1造價為297,000美元）。

### 裝甲
裝甲使用了焊接軋製裝甲和整體鑄造裝甲。
| 部位     | 毫米    | 英寸    |
| -------- | ------- | ------- |
| 前車體   | 100–130 | 3.9–5.1 |
| 側車體   | 76      | 3.0     |
| 車體頂部 | 25      | 1       |
| 炮盾     | 254     | 10      |
| 炮塔前部 | 180     | 7.1     |
| 炮塔側部 | 76      | 3.0     |
| 炮塔頂部 | 38      | 1.5     |

### 可使用彈藥種類
M103可以發射以下種類的炮彈：
- APBC-T M358
- HEAT-T M469
- HE-T M356
- TP-T M359E2

## 服役及淘汰

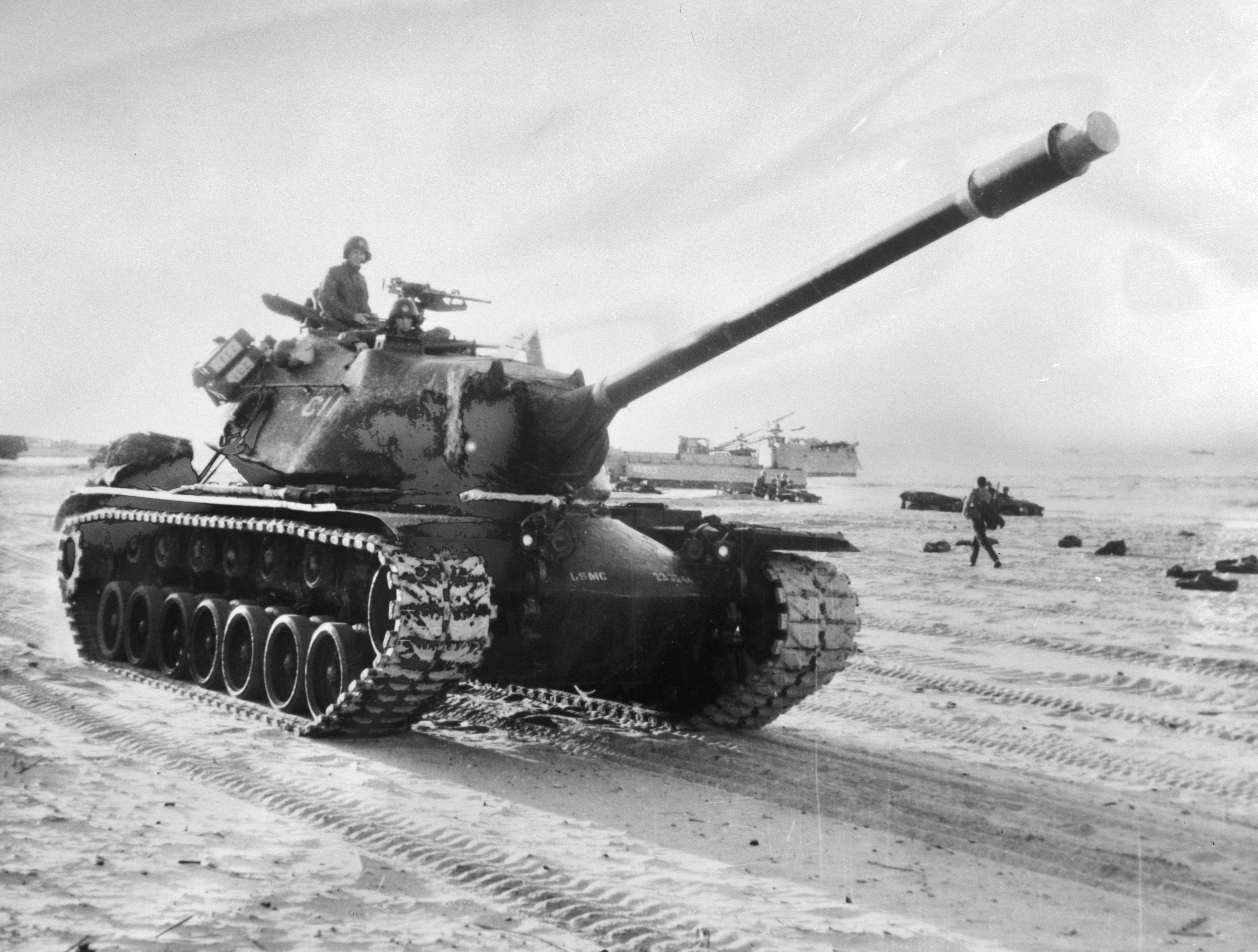
在1964年10月參與美國—西班牙聯合軍演的一輛美國海軍陸戰隊的M103

M103在美軍第一線部隊沒有待太長時間，由於M103重量太大，行車緩慢，在平路的最高時速只有37公里，越野時速更低，不適合進行快速突破，對裝甲部隊所需的機動性造成不利影響。美軍為了可在長距離火力能與蘇聯的T-10重坦克抗衡，所以在M103採用M58 120毫米口徑炮，希望可以雙方交戰時在遠距離先擊毀部分蘇聯坦克，但這款炮因為彈藥巨大，一枚炮彈連同發射藥筒接近一個美國成年男性的身高，須採用炮彈和發射裝藥分開裝填的分離式設計，而且需兩人裝彈，所以裝彈效率較低。長射程的優勢也不如預期，這並不是火炮本身的問題，而是當時只有光學測距儀，彈道計算機的運算速度也不夠快，敵方坦克又不會做固定的靶子，在當時追瞄及彈道運算的技術限制下，是很難命中移動中的敵方坦克，長射程的優點在坦克戰中變得難以發揮。在1950年代末期至1960年代初，最時髦的反坦克武器是處於萌芽階段的反坦克導彈，由於可制導的導彈在遠程命中率要高於傳統火炮，所以美蘇兩國都積極開發反坦克導彈，甚至嘗試使用反坦克導彈取代坦克的火炮，美軍便曾經在1970年代中期裝備M60A2，不過這款導彈坦克並不算成功。
1960年服役的M60巴頓主力坦克採用105毫米口徑線膛炮，雖然比M103配備的120毫米口徑炮的射程短，但穿甲能力比M103更勝一籌。由M60巴頓戰車改良的M60A1戰車在1960年代中期服役，換裝長鼻炮塔的M60A1，砲盾的厚度相當於M103的254（10.0英寸），車頭採用更大傾斜度的裝甲配置，整體防護力已經與M103相去不遠，重量則輕了10噸，輪廓也不像M103般巨大，而且機動力也較高，M60A1的路速每小時48公里，不論平路還是越野都比M103快得多，操作上也比M103可靠，這也反映重型坦克的概念已經過時，擁有重炮重裝甲但笨重緩慢的重坦克，將由各方面都較為均衡的主力坦克取代，M103因此退居二線，不久便從美國陸軍退役，而海軍陸戰隊的M103A2也於1974年除役。

## M51

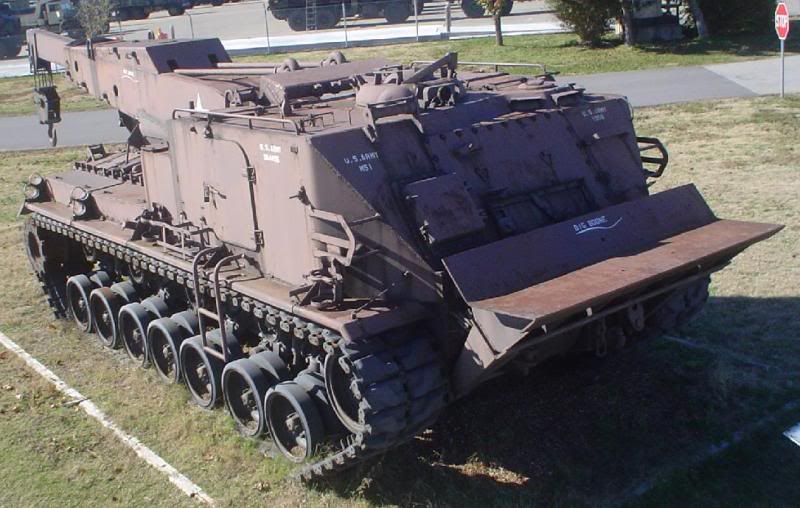
使用M103車體改造的M51裝甲回收車

因為M103重達58公噸，當時美軍的戰地維護車輛都沒法拖走這樣重的坦克，因此使用了M103的車體設計出M51裝甲回收車，專門用於維護M103重坦克。M51自美軍除役後，有少量的M51裝甲回收車轉移給中華民國陸軍使用，目前仍有1輛展示在集集岳崗營區。